# 후고 프리드리히

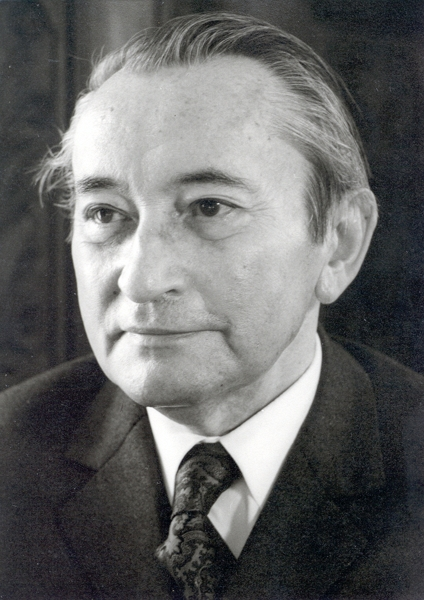
후고 프리드리히

후고 프리드리히(Hugo Friedrich, 1904년 12월 24일~1978년 2월 25일)는 독일의 문학자이자 작가이다.
1904년 카를스루에에서 태어나 그곳에서 대학 입학 자격을 취득한 후 게르만어문학, 로망스어문학 및 역사, 철학, 예술사를 공부했다. 그리고 1928년 하이델베르크 대학교에서 비교문예학 연구로 학위를 취득한 후 뮌헨으로 가서 로망스어문학을 집중적으로 연구했다. 1934년 쾰른대학교에서 〈현대 프랑스에 있어서의 반(反)로망스어적 사유〉란 논문으로 대학교수 자격을 취득하고, 1937년 프라이부르크대학교 로망스어문학 교수로 초빙되어 이후 그곳에서 퇴임 때까지 계속 강의했다. 1957년 이후 후고 프리드리히는 독일문학학술원 정회원, 1958년 이후에는 하이델베르크학술원 정회원, 1960년 이후에는 미국 현대언어협회의 명예회원으로 활동했으며 1978년 사망하기까지 다양한 영역에서 많은 저술들을 발표했다. 《데카르트와 프랑스의 정신》(1937), 《프랑스 소설의 세 거장: 스탕달, 발자크, 플로베르》(1939), 《신곡(神曲)에 나타난 법형이상학》(1941), 《몽테뉴》(1949), 《이탈리아 서정시의 시대》(1964), 《번역 기법의 문제》(1965) 등이 그 대표적인 것들이다.